# 永清县
39°19′10″N 116°29′37″E / 39.31944°N 116.49361°E
永清县是河北省廊坊市下辖的一个县。縣人民政府駐永清镇。

## 人口
根据第七次人口普查数据，截至2020年11月1日零时，永清县常住人口为384767人。

## 气候
年降水量526.6毫米，年均温11.6℃。

## 行政区划
永清县下辖5个镇、4个乡、1个民族乡：
永清镇、韩村镇、后奕镇、别古庄镇、里澜城镇、管家务回族乡、曹家务乡、龙虎庄乡、刘街乡、三圣口乡和河北永清经济开发区。

## 经济
2009年，随着北京市《促进城市南部地区加快发展行动计划》的启动，浙江省人民政府驻北京办事处和北京浙江企业商会决定将原先位于北京大红门、大多由浙商经营的服装产销产业迁至永清县，唯南迁至永清的服装产业常驻人口数量仍然不足预期。

## 交通
京台高速公路过境永清县。

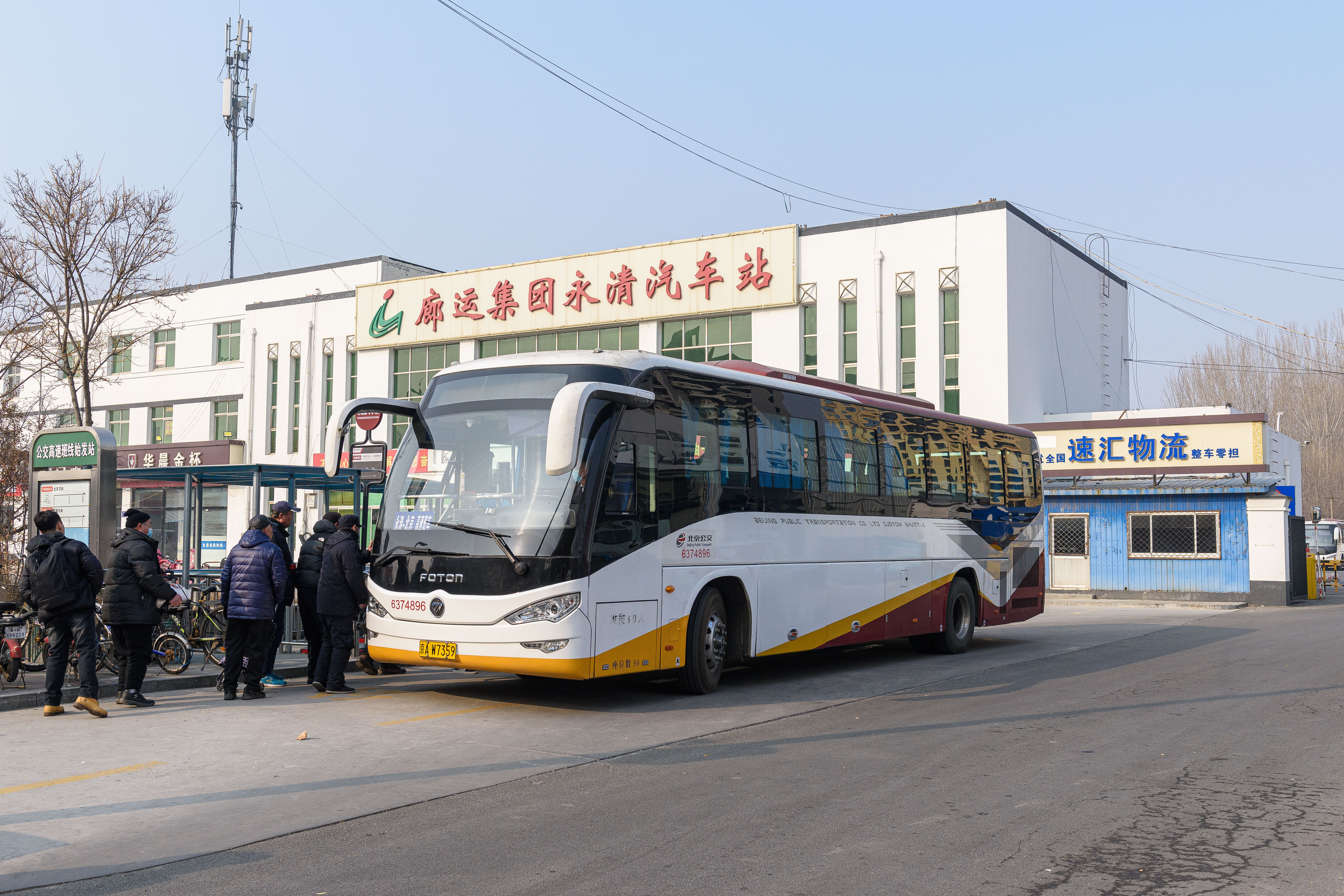
永清汽车站，北京公交在此营运永清至北京刘家窑的高速巴士（2024年10月19日改为881路）

津霸铁路在县域南部后奕镇设永清站，该站不办理客运业务。永清县唯一的国铁客运站为津兴城际铁路在永清镇西麻村南侧设置的永清东站。
在建的雄安轨道交通R1线在永清镇老君堂村设永清临空站（暂定名），该线路计划与北京地铁大兴机场线贯通运营。

## 教育

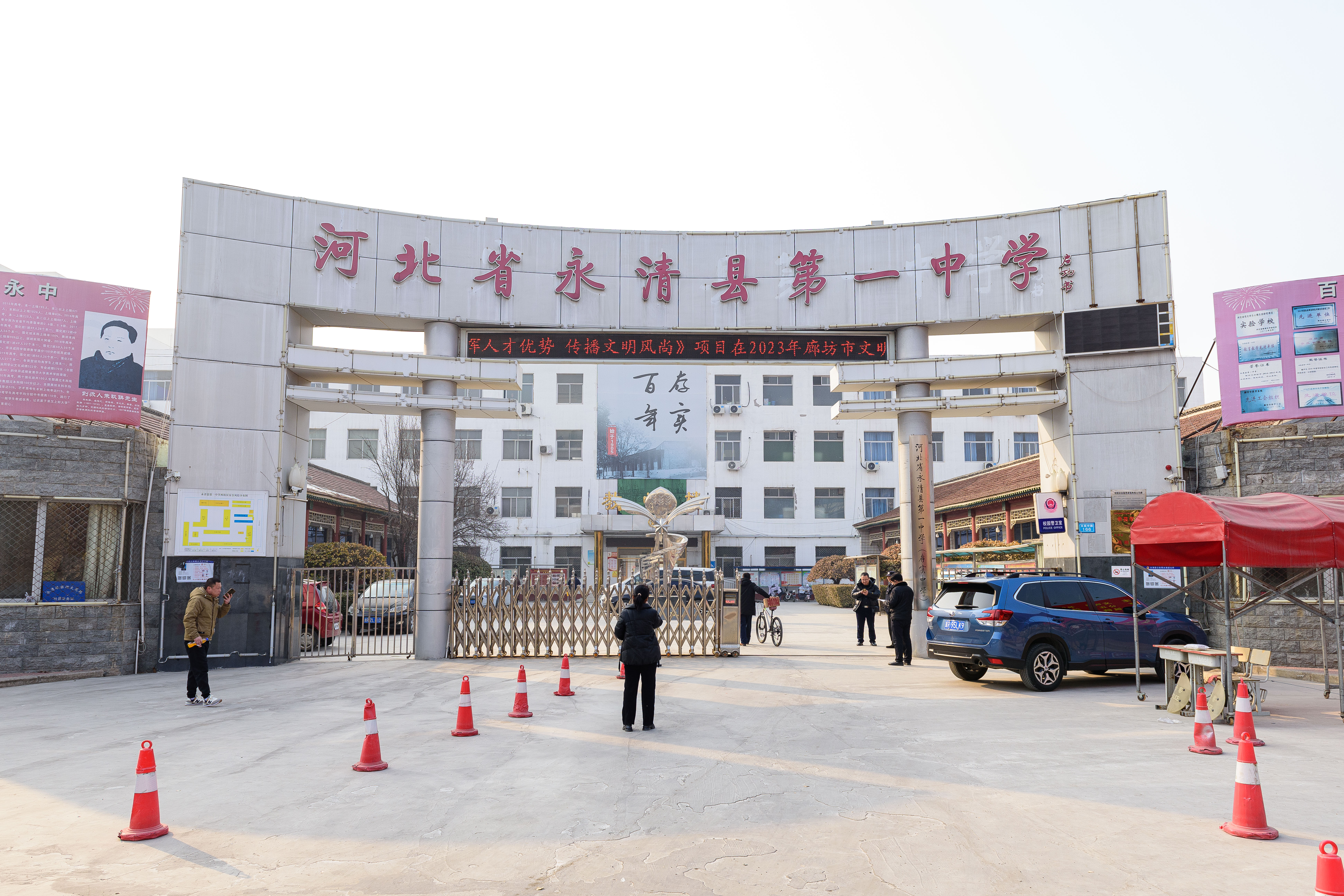
永清县第一中学

- 永清县第一中学（又名“存实中学”，1905年由英国传教士鄂方智和当地士绅朱玖聃创办）